# TransAlta
Die TransAlta Corporation (früher: Calgary Power Company), mit Sitz in Calgary, Alberta, ist ein großer kanadischer Elektrizitätserzeuger, der in den Bereichen Kohle, Erdgas, Windenergie und Wasserkraft tätig ist.
TransAlta betreibt 79 Kraftwerke in Kanada, den USA und Australien. Bei den Kraftwerken handelt es sich um 36 Wind- und Solarkraftwerke, 25 Wasserkraftwerke 17 Gaskraftwerke, sowie ein Kohlekraftwerk. Die installierte Leistung aller Kraftwerke beträgt ca. 6.700 MW.
Es ist geplant, die Energieerzeugung aus Kohle bis 2030 auf unter 1.000 MW zurückzufahren.
Der Bereich, der in den letzten Jahren am stärksten gewachsen ist, ist die Windenergie. Zurzeit haben Windparks in den kanadischen Provinzen New Brunswick, Québec, Ontario, Alberta und im US-Staat Wyoming eine Nettoerzeugungskapazität von 1.250 MW. Es ist geplant, dass bis 2030 mehr als die Hälfte der Elektrizitätserzeugung aus Erneuerbaren Energien stammt.

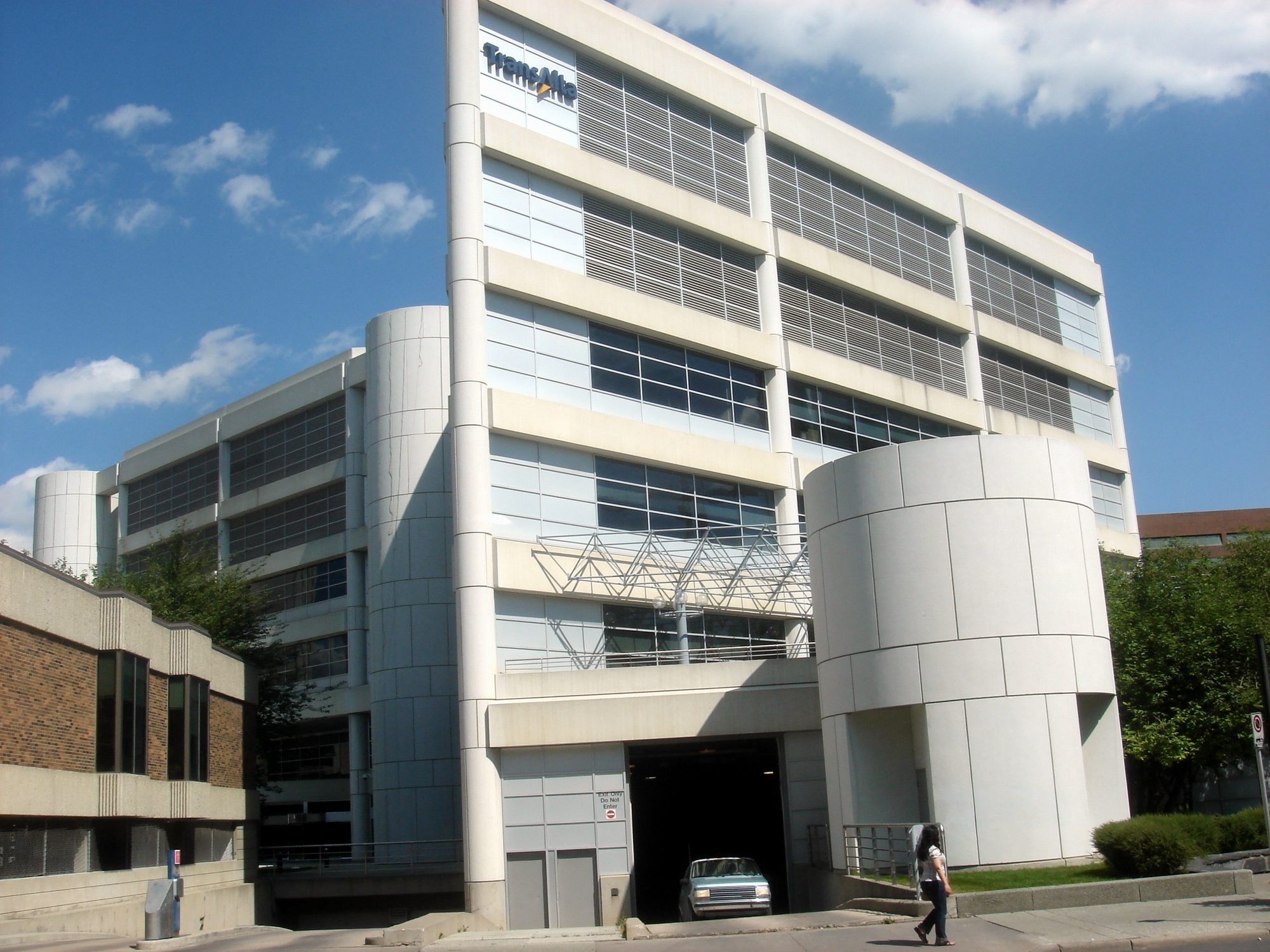
Firmenzentrale in Calgary

## Einzelne Geschäftsbereiche

### Gas
TransAlta verfügt über 12 Gaskraftwerke in Alberta, Ontario und Australien. Diese Energie wird eine immer wichtigere Rolle im Brennstoffmix von TransAlta spielen. Zurzeit wird das neue 150 MW Süd Hedland Power Station in Westaustralien errichtet. Die 856 MW Sundance 7 Gas-Anlage in Alberta wird modernisiert.

### Wasserkraft
Zu den ersten Energieerzeugungsanlagen von TransAlta gehörten Wasserkraftanlagen in Alberta. Viele von diesen sind auch heute noch am Netz. Die Wasserkraftanlagen befinden sich fast ausschließlich in Alberta und haben eine Nettoleistung von 822 MW. Sie umfassen damit 96 Prozent der in der Provinz Alberta erzeugten Wasserkraft. Die Anlage in Ontario hat eine Nettoleistung von 14 MW.

### Windenergie
TransAlta ist Kanadas größter börsennotierter Windenergieerzeuger mit 1.122 MW Leistung in Alberta, Ontario, Quebec und New Brunswick. Im Jahr 2013 betrat der Konzern den US-Windmarkt mit dem Erwerb von Windparks mit 144 MW in Wyoming. Zurzeit stellt die Windkraft etwa 15 Prozent der Gesamtleistung, eine weitere Steigerung auf rund 25 Prozent ist geplant. Die Windenergie wird unter dem Dach der „TransAlta Renewables“ erzeugt, an der TransAlta zu 70 % beteiligt ist.

### Kohle
TransAlta betreibt noch ein Kohlekraftwerk. Es handelt sich um die Centralia Power Plant in US-Bundesstaat Washington.
In der Vergangenheit betrieb TransAlta mehrere Kohlekraftwerke in Kanada, vor allem in Alberta. Mit Umstellung der Sundance Power Station in Wabamun Lake (Alberta) auf Gasverbrennung im Jahr 2021 ist TransAlta in Kanada aus der Kohleverstromung ausgestiegen.

## Geschichte
1909-1919
Im Jahr 1909 wurde Calgary Power Company Limited von William Maxwell Aitken gegründet. Als erster Präsident des Unternehmens konzentrierte er sich auf Planung und Bau des „Horseshoe Falls“ Wasserkraftwerks. Im Jahr 1916, während seines Lebens in England, diente Aitken als Informationsminister und Minister für Versorgung unter den britischen Premierministern Lloyd George und Winston Churchill und gehörte dem House of Lords an, mit dem Titel „Erster Baron von Beaverbrook“. Er starb im Jahre 1964 in Surrey, England.
1920 - 1929
Die Elektrizität wurde jetzt auf vielen neuen Feldern angewendet – von Straßenlaternen über elektr. Straßenbahnen bis zu Kinofilmen – dies hat zur Erforschung und zum frühen wirtschaftlichen Erfolg der Provinz Alberta beigetragen.
1930 - 1939
Während der Weltwirtschaftskrise gelang es der Fa. Calgary Power Company, keine Mitarbeiter entlassen zu müssen. Im Jahr 1937 wurde der Werbefeldzug „moderne vollelektrische Küche“ gestartet.
1940 - 1949
Mit dem Beginn des Zweiten Weltkriegs wurden viele Mitarbeiter zur Armee eingezogen. Im Jahr 1941 hatte die Fa. begonnen, den Mitarbeitern feste Nummern zuzuordnen. Jal Abelseth of the Seebe war die Nummer 00001.
1950 - 1959
Die „Baby-Boomer-Generation“ wurde geboren und die Wirtschaft erlebte einen enormen Aufschwung. Bis 1950 hatte Calgary Power Company mehr als 400 Mitarbeiter und Niederlassungen in Alberta, einschließlich Edmonton, Camrose, Wetaskiwin, Calgary und Lethbridge.
1960 - 1969
Im Jahr 1961 beging Calgary Power Company das 50-jährige Firmenjubiläum. In dieser Zeit sammelte die Fa. immer mehr Erfahrung bei der Stromerzeugung.
1970 - 1979
In den frühen 70er Jahren wurde die Gesellschaft immer umweltbewusster. Calgary Power reagierte durch die Nachrüstung von Kesseln mit Elektrofiltern, die 99,5 Prozent der Flugasche aus dem Ausstoß entfernten. Während die Zinsen stiegen, baute Calgary Power seine Tätigkeit weiter aus, um mit den Bedürfnissen einer wachsenden Provinz Schritt zu halten.
1980 - 1989
Im Jahr 1981 wurde der Konzern von „Calgary Power Company“ auf „TransAlta“ umbenannt. In diesem Jahrzehnt wuchs das Geschäft weiter bis zu dem Punkt, wo 81 Prozent der Elektrizität Albertas durch Calgary Power erzeugt wurde.
1990 - 1999
In den 90er Jahren wurden Maßnahmen zur nachhaltigen Energieerzeugung eingeleitet. In diese Dekade fiel die erste große Investition in die Windenergie.
2000 - 2009
TransAlta wurde als erstes kanadisches Stromerzeugungsunternehmen an der New Yorker Wertpapierbörse (NYSE) notiert. Das Unternehmen hat sich seitdem zum größten privaten Energieerzeuger in Kanada entwickelt.